# Фишман, Натан Львович
Натан Львович Фишман (27 мая [9 июня] 1909, Баку — 7 ноября 1986, Москва) — советский музыкант-пианист и музыковед. Заслуженный работник культуры РСФСР (1968). Доктор искусствоведения (1968). Член Союза композиторов СССР. Крупнейший в СССР специалист по творчеству Л. ван Бетховена.

## Биография. Научная и педагогическая деятельность
Н. Л. Фишман в 1927 г. окончил Азербайджанскую консерваторию по классу фортепиано М. Л. Пресмана, в 1931 г. — Ленинградскую консерваторию по классу фортепиано Л. В. Николаева. Выступал как пианист. Во время Великой Отечественной войны руководил фронтовым филиалом Малого театра, до 1950 г. в Малом театре заведующий музчастью и дирижёр.
С 1951 г. учёный секретарь, в 1957—1978 гг. старший научный сотрудник Государственного центрального музея музыкальной культуры имени М. И. Глинки. Н. Л. Фишман расшифровал и исследовал эскизные тетради Л. ван Бетховена, обнаруженные им в семейном архиве Виельгорского. «Книга эскизов Бетховена за 1802—1803 годы» (изд. 1962) стала его докторской диссертацией, публикация принесла мировую известность.
Подготовил к изданию (на русском языке) собрание писем Бетховена в 3 томах (1970, 1977, 1986 — совм. с Л. В. Кириллиной). Редактор-составитель, автор предисловий и комментатор сборников статей «Бетховен» (вып. 1—2, 1971—1972 гг.), «Из истории советской бетховенианы» (1972), сборника статей педагогов Музыкального училища при Московской консерватории «Методические записки по вопросам музыкального образования» (вып. 1 — 1966, вып. 2 — 1979) и др. Участник международных музыковедческих конгрессов в Берлине (1970 г., 1977 г.) и Бонне (1970 г.)
.
В 1935—1938 гг. зам. директора и преподаватель по классу фортепиано в Музыкальном училище имени М. М. Ипполитова-Иванова. В 1938—1941 гг. преподавал игру на фортепиано на курсах повышения квалификации при Московской консерватории. В 1939—1976 гг. преподаватель по классу фортепиано в Музыкальном училище при Московской консерватории, здесь его учениками были фортепианный педагог Л. В. Мохель, органист В. И. Тебенихин, музыковед Л. В. Кириллина, В. П. Демидов (ныне директор училища).
Похоронен в колумбарии Донского кладбища.

## Избранные статьи и исследования

### на русском языке
- На правом фланге // Малый театр на фронтах Великой Отечественной войны. — М., 1949.
- Неопубликованная рукопись эскизов бетховенской сонаты // Советская музыка, 1952, № 3.
- Автографы Бетховена в СССР // Советская музыка, 1960, № 12.
- Книга эскизов Бетховена за 1802—1803 годы. Публикация, исследование и расшифровка. — М., 1962.
- Людвиг ван Бетховен о фортепианном исполнительстве и педагогике // Вопросы фортепианной педагогики. Вып. 1. — М., 1963.
- Эстетика Ф. Э. Баха // Советская музыка, 1964, № 8.
- Из педагогических советов Бетховена // Методические записки по вопросам музыкального образования. Вып. 1. — М., 1966.
- «Ни одного дня без строчки…» (Рассказ о книге эскизов Бетховена) // Наука и жизнь, № 5, 1970.
- Бетховен // Музыкальная энциклопедия. Т. 1. (1973). Стлб. 445—459.
- Из заметок на полях прочитанной книги // Л. В. Николаев. Статьи, воспоминания, письма. — Л., 1979.
- Этюды и очерки по бетховениане [со списком основных печатных работ]. — М., 1982.
- Бетховен // Музыкальный энциклопедический словарь. (1990). С. 69.

### на немецком языке
- Beiträge zur Beethoveniana // Beiträge zur Musikwissenschaft, 1967, Jahrg. 9, H. 3-4.
- Die Uraufführung der Missa Solemnis // Beiträge zur Musikwissenschaft, 1970, Jahrg. 12, H. 3-4.
- Realistische tendenzen in Schaffeprozeß Ludvig van Beethovens // Bericht über den internationalen Beethoven-Kongress 10—12 Dezember in Berlin. — Berlin, 1971.
- Das Moskauer Skizzenbuch Beethovens aus dem Archiv von M. Y. Wielhorsky // Beiträge zur Beethoven-bibliographie. Studien und Materialien zum Werkverzeichnis von Кinsky-Halm. Hrsg. von К. Dorfmüller. — München, 1978.

## Публикации
- Письма Бетховена. 1787—1811. Сост. Н. Л. Фишман. — М., 1970.
- Письма Бетховена. 1812—1816. Сост. Н. Л. Фишман. — М., 1977.
- Письма Бетховена. 1817—1822. Сост. Н. Л. Фишман, Л. В. Кириллина. — М., 1986.